# Sugestivismo
Sugestivismo é uma vertente da arte contemporânea que demonstra uma "sugestão".
Em 2011, Nathan Spoor intitulou de "Suggestivism" uma exposição de arte no Grand Central Art Center em Santa Ana, Califórnia.

## Arte conceitual
Em um nível conceitual, o Sugestivismo é "a habilidade de um indivíduo em perseguir seu propósito com uma compreensão e sensibilidade amplificadas". Ele usa a palavra "sugerir" como raiz da ideia de "através do mero poder de sugestão, a magia é transferida de um para outro, envolvendo o mundo em geral a partir do mais vívido e evocativo dos reinos visuais".

## Artistas sugestivistas
Vários artistas tiveram seu trabalho descrito como parte do Sugestivismo, incluindo aqueles exibidos no Centro de Arte Grand Central do CSUF em 2011.

## Mais Informações
http://techgnotic.deviantart.com/journal/Suggestivism-317201653